# آمنمحات چهارم
آمِنِمحات چهارم از واپسین پادشاهان دودمان دوازدهم مصر باستان بود. مانثون او را آمِنِمِس می‌خواند و برایش دوره‌ای از فرمانروایی به طول ۸ سال را ذکر می‌کند. پاپیروس تورین این زمان را ۹ سال و سه ماه و بیست و هفت روز می‌نویسد.

## نام
آمِنِمحات به معنای «آمون بزرگترین است» می‌باشد. این نام، نام شاه در هنگام متولد شدن است. نام تاجی او مَعاخِرورَع به معنای «آوای رع راستین است» بوده.

## دوران
آمِنِمحات چهارم مدتی از عمر خود را به عنوان فرمانروای مشترک با پدرش آمِنِمحات سوم سپری کرد. او معبد پدرش در مدینه مادی را که طبق گفته زاهی حواس، رئیس کل شورای عالی آثار باستانی مصر، "تنها نیایشگاه آسیب ندیده از پادشاهی میانه است" تکمیل کرد. او همچنین به احتمالی معبدی را در شمال شرقی فیوم بنا کرد.

## مرگ و جانشینی
آمِنِمحات چهارم در سال ۱۸۰۶ پیش از میلاد مرد. او فرزند پسری نداشت ولی گمان می‌رود که دو تن از نخستین پادشاهان دودمان بعدی - به ترتیب سخم‌رع خوتاوی سوبک‌حتپ و سخمکارع آمنمحات سنبف - پسران او بوده باشند. جانشین او خواهر ناتنیش (یا دختر عمویش) سوبک‌نفرو بود که نخستین زنی بود که پس از ۱۵۰۰ سال مصر را فرمانروایی می‌کرد.

## بیشتر بخوانید
- Ingo Matzker: Die letzten Könige der 12. Dynastie, Europäische Hochschulschriften 1986. Reihe III, Geschichte und ihre Hilfswissenschaften. Frankfurt, Bern, New York: Lang.
- Wolfram Grajetzki: The Middle Kingdom of Ancient Egypt: History, Archaeology and Society, Bloomsbury 3PL (2010), شابک ‎۹۷۸−۰−۷۱۵۶−۳۴۳۵−۶
- Ian Shaw, Paul Nicholson: The Dictionary of Ancient Egypt, Harry N. Abrams, Inc., Publishers. 1995.
- Stefania Pignattari: Amenemhat IV and the end of the Twelfth Dynasty, BAR Publishing (2018), شابک ‎۹۷۸−۱−۴۰۷۳−۱۶۳۵−۲